# Mezinárodní selská unie

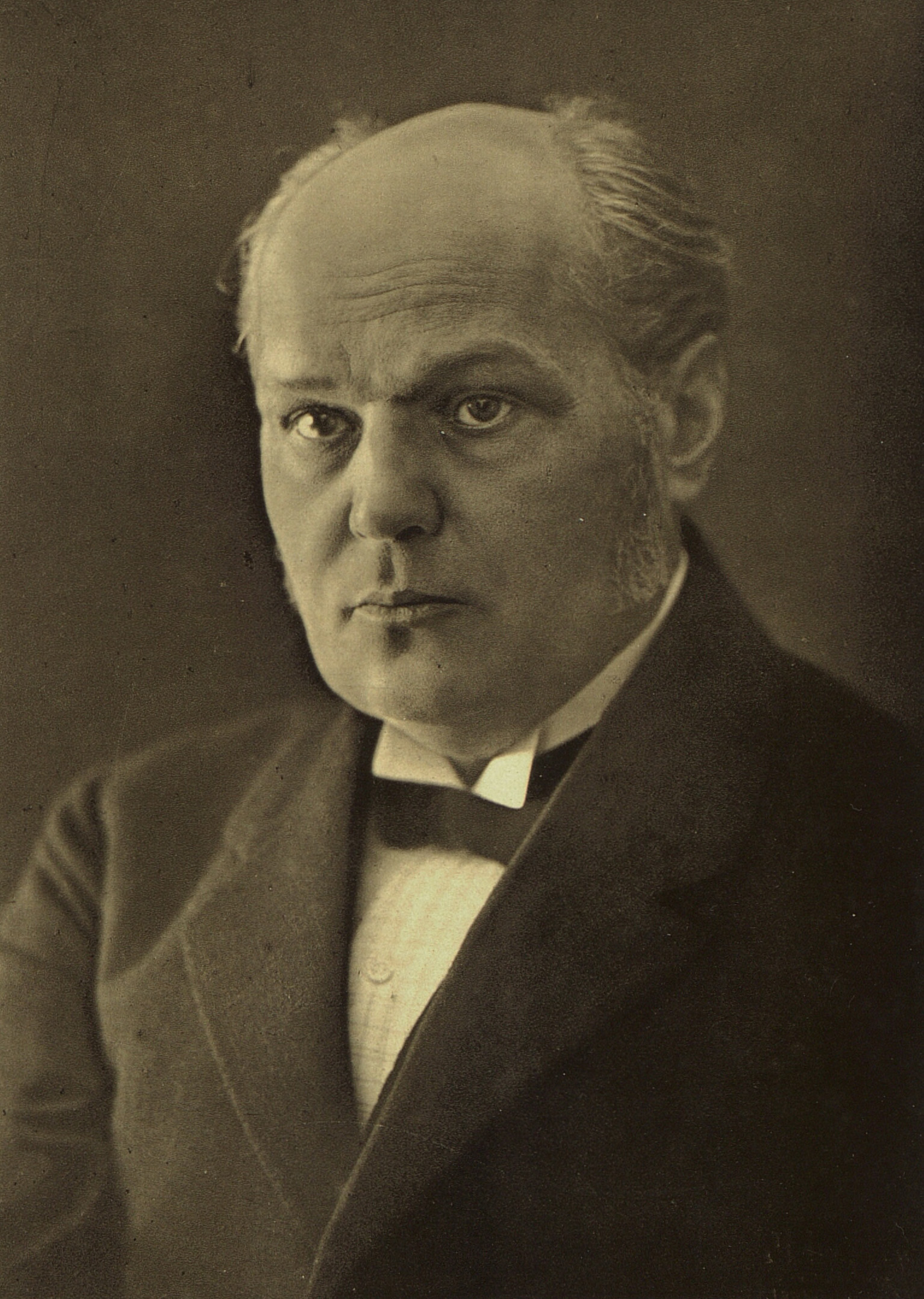
Antonín Švehla, zakladatel Mezinárodního agrárního byra

Mezinárodní selská unie (anglicky International Peasants' Union) je mezinárodní organizace sdružující zemědělské (agrární) politické strany. Někdy se označuje jako „Zelená internacionála“ nebo jako „První zelená internacionála“.
V roce 1921 ji založili členové agrárních stran z Bulharska, Československa, Chorvatska a Polska s názvem Mezinárodní agrární byro (francouzsky Bureau International Agraire). Za Československo byla zakládajícím členem Republikánská strana zemědělského a malorolnického lidu (agrární strana). Antonín Švehla a Milan Hodža patřili mezi klíčové postavy v době vzniku byra. Na generálního tajemníka navrhl Švehla tajemníka agrární strany Karla Mečíře.
Švehla definoval i program MAB, kterými byly pozemková reforma a zastoupení zemědělců na moci, kde by působili jako přirození ochránci klidu a míru. Filosoficky program vycházel z teze, že půda je prazdrojem veškeré existence a vlastnictví půdy tedy i základem moci.
MAB vydávalo svůj Bulletin du Bureau International Agraire, který vycházel nejprve v češtině, pouze část příspěvků byla překládána do francouzštiny. Až později byl trojjazyčný: česky, francouzsky a německy.
V roce 1928, kdy proběhla valná hromada MAB v Praze, bylo jeho členy 17 politických stran z střední a východní Evropy. Bylo zpočátku protipólem na dělnictvo orientované Socialistické internacionály a Kominterny a později protějškem tzv. Krestinterny (oficiálně Rudé zemědělské internacionály), která sdružovala agrární subjekty s prokomunistickou orientací na Moskvu. Přestože se tak podařilo rozšířit jeho řady nad rámec původní slovanské spolupráce na skutečně mezinárodní organizaci, na druhou stranu MAB nedokázalo přerůst rozměr ryze odborné spolupráce.
Název Mezinárodní selská unie má od roku 1947.
V roce 1952 proběhl v Československu tzv. proces se Zelenou internacionálou, v jehož průběhu byla komunistickou justicí obviněna řada představitelů katolické inteligence z ilegální spolupráce s Mezinárodní selskou unií, tehdy sídlící v USA. Mezi šesti odsouzenými dostal prof. Josef Kepka trest smrti.